# Редделих
Редделих (нем. Reddelich) — община в Германии, в земле Мекленбург-Передняя Померания.
Входит в состав района Бад-Доберан. Подчиняется управлению Бад Доберан-Ланд.  Население составляет 910 человек (на 31 декабря 2010 года). Занимает площадь 9,13 км².